# Château de Hörningsholm
Le Château de Hörningsholm est un château de Suède situé au sud-ouest de Stockholm sur une falaise surplombant la mer Baltique près de Södertälje. 

## Histoire

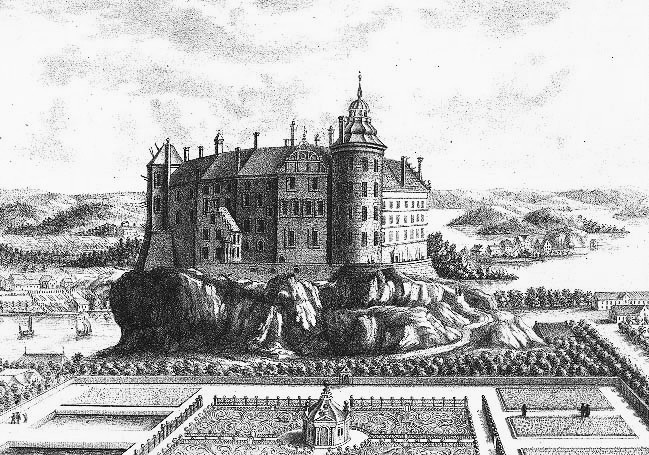
Le château tel que représenté dans Suecia antiqua et hodierna, avant d'être brûlé en 1719

Le château, construit à la fin du XVe siècle et au début du XVIe, appartient d'abord à la famille des Sture (en). Précédemment, le lieu était occupé par une ferme, propriété en 1260 de Karl Ulfsson, membre de l'Ordre Teutonique dans une croisade contre les non-chrétiens dans les États baltes actuels. Ulfsson est tué à la bataille de Durbe et dans son testament, il lègue plusieurs de ses fermes à l'Ordre Teutonique. Il est donc possible mais pas certain que la terre ait été pendant un certain temps en possession de l'ordre des croisés. Peu de choses sont ainsi connues sur le sort de la ferme jusqu'au XVe siècle, date à laquelle elle appartient à un certain Erengisle Nilsson (mort en 1469) dont la veuve vend le terrain à Nils Bosson Sture qui est très probablement à l'origine de la construction du château. Les fondations du bâtiment actuellement visible, y compris les sous-sols, datent du château d'origine. 
Le château reste dans la famille Sture jusqu'en 1616. La famille l'a construit et agrandi en un château de la fin du Moyen Âge et de la Renaissance. En 1520, il est occupé par une garnison de 70 soldats danois qui le pillent, mais ils sont chassés par les troupes fidèles à Gustav Vasa pendant la guerre de libération suédoise. Après 1616, le château a plusieurs propriétaires différents, parmi lesquels Johan Oxenstierna (en) ou encore la famille Baner. 
Incendié par les troupes russes en 1719, il est reconstruit dans sa forme actuelle par l'architecte Carl Hårleman. En 1746, les comtes Bonde (en) le possèdent. Sa reconstruction se termine en 1752. Il est toujours depuis la propriété de la famille.
Il est rénové en 1919-1920 par l'architecte Ivar Tengbom.